# Operación Chammal
La Operación Chammal (en francés: opération Chammal) es el nombre de la operación militar que Francia lleva a cabo en Irak para contener la expansión del Estado Islámico (EI o Daesh) y en apoyo del Ejército de Irak. Su nombre proviene de Shamal (en francés: Chammal), un viento del noroeste que sopla sobre Irak y los estados del golfo Pérsico. La operación se limita a ataques aéreos; el presidente francés, François Hollande, ha reiterado que no se utilizarán tropas terrestres. La fragata Jean Bart se unió a la Quinta Flota de los Estados Unidos como escolta.
El 14 de noviembre de 2015, el EI aseguró que los atentados de París del día anterior fueron una represalía por la Operación Chammal.

## Antecedentes
El 10 de junio, el grupo terrorista Estado Islámico e insurgentes suní tomaron el control de la segunda ciudad más habitada de Irak, Mosul. El EI se enfrentó en numerosas batallas contra el Ejército de Irak, apoderándose de ciudades y cometiendo masacres. En las masacres más notorias, la persecución de los asirios, coptos y yazidis y la masacre del campo Speicher, perdieron la vida cerca de 2000 personas. Hasta agosto, el EI controlaba al menos un tercio de Irak.
El 7 de agosto, el presidente de Estados Unidos, Barack Obama, autorizó ataques aéreos en Irak. El día siguiente, la Fuerza Aérea Estadounidense lanzó los primeros ataques, con apoyo humanitario del Reino Unido y Francia. El 10 de septiembre, Obama planeó expandir las operaciones estadounidenses a Siria.

## Declaraciones de las autoridades francesas
En septiembre de 2014, el presidente francés y sus ministros aludieron a la posible acción militar francesa contra el EI:

En Irak y Siria especialmente, la organización terrorista Daesh, que asegura ser un Estado islámico, ha conseguido en grados nunca antes vistos, controlar territorios transfronterizos, organizarse, financiarse y equiparse. Ha hecho del mundo testigo de actos bárbaros. Cada día aterroriza poblaciones enteras. Desestabiliza una región ya frágil y su ambición es constituir un Estado terrorista en los alrededores de Europa.
En Irak et en Syrie en particulier, l'organisation terroriste Daesh, qui se prétend État islamique, atteint des degrés de maîtrise territoriale transfrontalière, d'organisation, de capacité financière et d'équipement encore jamais vus. Elle a déjà pris le monde à témoin d'actes barbares. Au quotidien, elle terrorise des populations entières. Elle déstabilise une région déjà très fragilisée et ambitionne de constituer un État terroriste dans le voisinage de l'Europe.
— Jean-Yves Le Drian, ministro de Defensa, 9 de septiembre de 2014 en Burdeos.

La determinación de los asesinos de Daech [acrónimo de Estado Islámico en árabe] es fuerte, la nuestra debe ser aún mayor.
La détermination des égorgeurs de Daesh [acronyme de l'État islamique en arabe] est forte, la nôtre doit l'être plus encore.
— Laurent Fabius, ministro de Asuntos Exteriores, 10 de septiembre de 2014 en la Asamblea Nacional de Francia.

No hay tiempo que perder ante la amenaza del Daech, los yihadistas, que ahora controlan grandes territorios de Irak y Siria, incrementan sus abusos.
Il n'y a pas de temps à perdre face à la menace des djihadistes de Daech qui a pris le contrôle de larges secteurs des territoires irakien et syrien, multipliant les exactions
François Hollande, presidente francés, 15 de septiembre de 2014 durante la Conferencia Internacional sobre la Paz y la Seguridad en Irak, Quai d'Orsay.

También es la seguridad francesa la que se ve amenazada por este... pseudo Estado Islámico.
Le Drian, 15 de septiembre de 2014.

Francia asume sus responsabilidades [...] Viajé a Irak para reunirme con las autoridades iraquíes. Me han pedido una sola cosa: apoyo francesas para las operaciones aéreas [...] He decidido responder a la demanda iraquí [...] Afirmó la necesidad del apoyo aéreo. Pero no habrá ningún otro apoyo, no habrán tropas terrestres e Irak será el único lugar donde intervendremos.
Hollande, 18 de septiembre de 2014.

El gobierno francés consideró que la legitimidad internacional fue provista el 15 de agosto de 2014 mediante la resolución 2170 del Consejo de Seguridad de las Naciones Unidas.

## Ataques aéreos
El 18 de septiembre, el Secretario de Estado de los Estados Unidos, John Kerry anunció frente al Comité de Asuntos Exteriores de la Cámara de Representantes de los Estados Unidos que el presidente Hollande había autorizado ataques aéreos en Irak en respuesta a la solicitud del gobierno iraquí.
Al día siguiente, el Armée de l'air comenzó la intervención francesa al realizar su primer ataque empleando dos cazas Rafale equipados con bombas GBU-12 Paveway II. En el bombardeo se atacó un depósito del Estado Islámico en Mosul con cuatro bombas GBU-12. La oficina de Hollande aseguró que el depósito fue completamente destruido. Los ataques mataron a 75 combatientes del Estado Islámico. Un vocero militar de Irak, Qassim al-Moussawi, destacó que en cuatro ataques aéreos franceses en la ciudad Zumar se asesinó a docenas de militantes.
El 21 de septiembre, dos jets Rafale proveyeron apoyo aéreo al Ejército de Irak en las cercanías de Bagdad durante una misión de reconocimiento. En los siguientes tres días, se realizaron misiones similar sobre Mosul y Bagdad con aviones Rafale. El 25 de septiembre, mientras realizaban una misión de reconocimiento, dos cazas realizaron el segundo ataque aéreo de Francia luego de recibir información sobre objetivos cercanos, un día después de la decapitación del rehén francés Hervé Gourdel a manos del grupo terrorista Jund al-Khilafah en Argelia. Los aviones destruyeron cuatro almacenes del EI en las cercanías de Fallujah. Por la noche, cazas estadounidenses y franceses condujeron bombardeos en Kirkuk, matando a 15 combatientes del EI y lesionando a 30.
El 26 de septiembre, dos jets Rafale y un Atlantique 2 realizaron dos misiones de reconocimiento en la provincia Ninawa. En noviembre de 2014, la fuerza de ataque se incrementó con seis Dassault Mirage 2000Ds con base en Jordania. Entre el 18 de diciembre y el 7 de enero de 2015, las fuerzas francesas llevaron a cabo 45 misiones en total. Los Rafales y Mirages participaron en 30 de esas misiones, neutralizando a 10 objetivos.
El 14 de enero, Hollande declaró que portaaviones Charles de Gaulle se trasladaría al Golfo Pérsico con su grupo de ataque y que sería capaz de apoyar los ataques aéreos contra el EI. En octubre de 2015, se realizaron los primeros ataques en Siria. El primer ministro francés, Manuel Valls dijo a reporteros en Amán, Jordania: «Ha habido ataques terroristas [en Francia]... es obligatorio atacar al Daesh y continuaremos [haciéndolo]» y «Es posible que haya [ciudadanos] franceses con ellos, pero nuestra responsabilidad es atacar al Daesh. Los terroristas no tienen pasaportes».
El 15 de noviembre, tras los atentados de París, Francia lanzó su mayor ataque aéreo; se enviaron 12 aviones, incluyendo 10 cazas, que lanzaron 20 bombas en campos de entrenamiento y depósitos de armas y municiones en Al Raqa, capital del EI en Siria.

## Fuerzas en combate
- Marina

- Fuerza Especial 473 centrada en el portaaviones Charles de Gaulle con 12 cazas Rafale, nueve Dassault-Breguet Super Étendard y dos E-2C Hawkeye AEW&C, con apoyo de la fragata Chevalier Paul, un submarino tipo Rubis y un buque tipo Durance. Todos se retiraron el 20 de abril de 2015. El 5 de noviembre fueron enviados de regreso al área para apoyar la lucha contra el EI.
- Fragata Jean Bart (se retiró el 30 de enero de 2015).

- Fuerza Aérea

- BA104 Al Dhafra, Emiratos Árabes Unidos

- Seis aviones Dassault Rafale
- Un avión de patrulla marítima Breguet Br.1150 Atlantic
- 1 Boeing C-135FR Stratotanker

- Base Aérea Azraq - Jordanía

- Tres cazas Dassault Mirage 2000D
- Tres cazas Dassault Mirage 2000N

- Retirados

- 1 Boeing E-3 Sentry AEW&C